# Corni (Botoșani)
Corni è un comune della Romania di 6 695 abitanti, ubicato nel distretto di Botoșani, nella regione storica della Moldavia.
Il comune è formato dall'unione di 4 villaggi: Balta Arsă, Corni, Mesteacăn, Sarafinești.